# Adolf Schipper
Adolf Wilhelm Schipper (* 12. November 1873 in Bremerhaven; † 4. November 1915 bei Banyo) war ein deutscher Offizier der Kaiserlichen Schutztruppe und Bezirksleiter in Kamerun.

## Leben
Adolf Schipper trat nach dem Besuch des Gymnasiums 1894 als Fahnenjunker im Samländischen Pionier-Bataillon Nr. 18 in die preußische Armee ein, wurde im gleichen Jahr zum Fähnrich befördert und 1895 zum Leutnant. 1902 schied er aus dem Heer aus und trat in die Kaiserliche Schutztruppe für Kamerun ein. 1905 avancierte er zum Oberleutnant, 1912 zum Hauptmann. Mit dem 4. Juli 1912 erhielt er seinen Abschied aus der Schutztruppe und trat zur Zivilverwaltung über.
Zunächst im Norden Kameruns (Kusseri, 1905 Postenführer in Binder) eingesetzt, wechselte Schipper später als Stationsleiter von Dume und Kompaniechef der 9. Kompanie der Schutztruppe in den Südosten des Landes. Er zeichnete maßgeblich für die Erschließung des Dume-Bezirks verantwortlich. Ein besonderes Anliegen war ihm der Schutz der indigenen Bevölkerung vor der Ausbeutung durch die Kaufmannschaft, allerdings ging er selbst auch mit restriktiven Maßnahmen gegen Gesellschaften vor, die sich den Anordnungen der Station verweigerten. Nach Differenzen mit den ihm vorgesetzten Hauptleuten Dominik und Marschner im Zusammenhang mit den gewaltsamen Konflikten gegen die Omvang und Nord-Makaa fiel er bei den Spitzen der Militärverwaltung in Ungnade und wurde vorübergehend vom Dienst suspendiert. Das Gouvernement ermöglichte ihm auf Grund seiner Erfahrungen 1912 den Übertritt zur Zivilverwaltung. In seinen letzten Jahren war er Bezirksamtmann für den Bezirk Ossidinge im Grasland Westkameruns. Im Ersten Weltkrieg stellte er sich wieder der Schutztruppe zur Verfügung, fiel bei den Gefechten um Banyo und wurde auf dem dortigen Friedhof beigesetzt.